# Leptacris
Genre
Leptacris est un genre d'insectes orthoptères de la famille des Acrididae.

## Répartition
Les espèces de ce genre se rencontrent en Afrique et en Asie,.

## Description

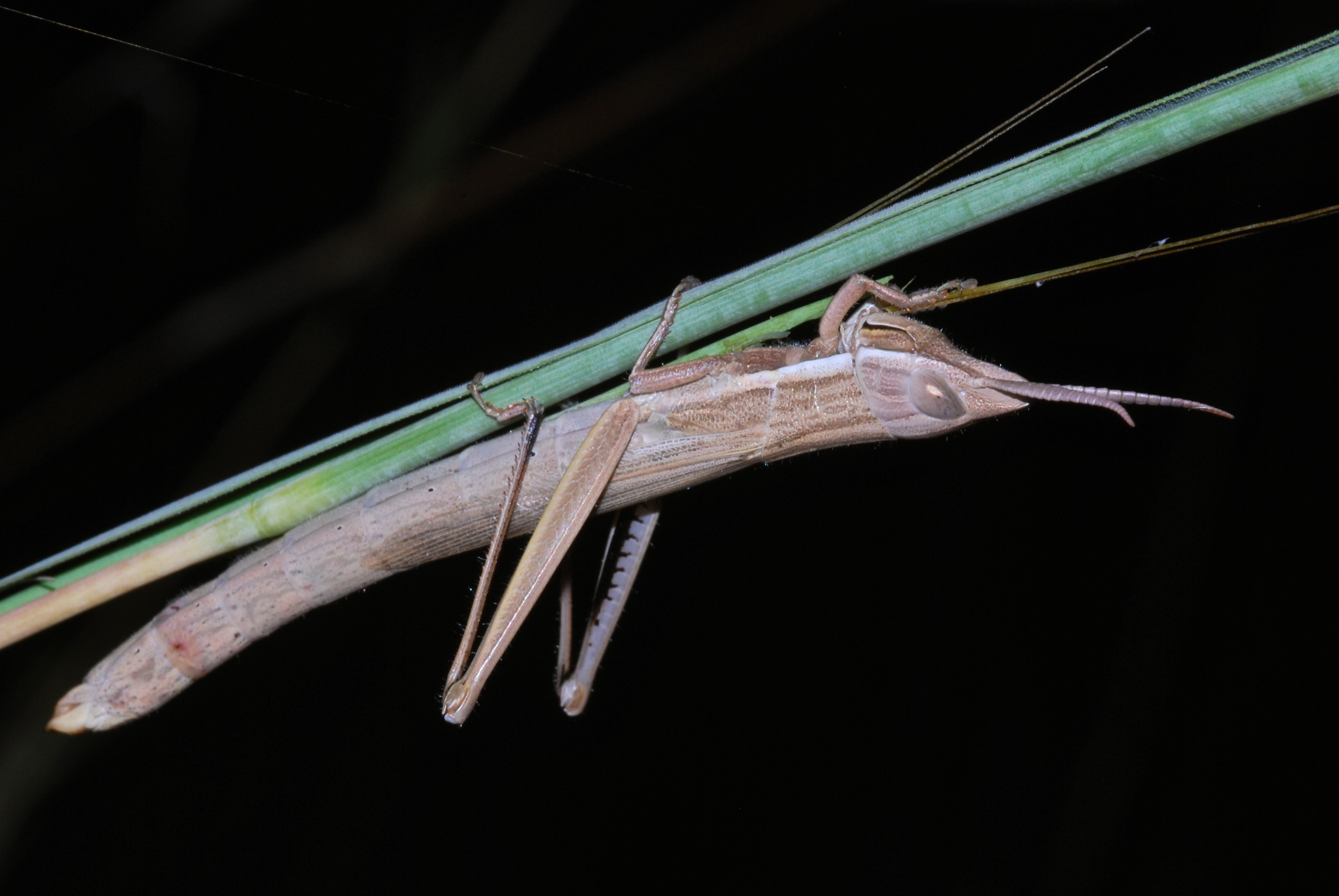
Leptacris monteiroi

La tête est grande avec une longueur égale ou presque aux 4/5e de celle du pronotum. Les foveolae sont assez distinctes mais n'atteignent pas le fastigium. Le pronotum présente une étroite carène médiane. 
Les Tegmina et les ailes sont bien développés.
Le fémur postérieur présente un lobe géniculaire ventral arrondi. Le lobe n'a pas d'épine à l'apex. Les tibias postérieurs présentent dorsalement des épines apicales externes et internes et 18 à 21 épines sur le bord externe. Les épines de la partie ventrale sont courtes et font légèrement saillie vers l'extérieur. Les pulvilli ont un bord apical lisse.
L'apophyse prosternale est petite. Les lobes mésosternaux sont contigus sur toute leur étendue. L'abdomen présente un organe tympanique bien développé sur le premier tergite. Le bord dorso-externe des valves dorsales est entier et sans incision médiane. Les valves ventrales sont longues et leur bord ventral externe est lisse. 

### Femelle
Le corps est très mince et presque cylindrique. 
Le vertex est presque lisse. Son extrémité est déprimée, carénée, allongée et conique. Le front est rugueux, très rétracté, avec quatre carènes qui divergent beaucoup vers la face, les carènes intérieures étant plus nettement marquées que les extérieures. Les yeux sont ovales, obliques et non proéminents. Les antennes sont fines et aussi longues que la tête et le prothorax réunis. 
Le prothorax est rugueux et linéaire. La carène est très légère. Les lignes impressionnées transversales sont peu marquées. Les bords antérieurs sont très légèrement arrondis. Les côtés sont droits. Le bord postérieur est très arrondi. L'épine prosternale est assez fine, légèrement comprimée et obtuse à l'extrémité. L'abdomen est très long, légèrement comprimé, quatre fois plus long que le prothorax. L'oviducte est long et lancéolé. Les ovipositeur présentent de longues valves dorsales rétrécies vers l'extrémité qui sont presque égales aux valves ventrales.
les pattes sont minces. Les fémurs postérieurs font plus de la moitié de la longueur de l'abdomen. Les tibias postérieurs sont beaucoup plus courts que les fémurs postérieurs et leurs épines sont très courtes. 
Les ailes antérieures sont étroites et presque aussi longues que l'abdomen.

### Mâle
Le champ costal du tegmina du mâle est fortement élargi, sa plus grande largeur étant 1,5 à 2 fois plus grande que la plus grande largeur du champ précostal.
La plaque sous-génitale du mâle est longue, d'une longueur égale ou légèrement supérieure à celle de la plaque sous-génitale et égale ou légèrement supérieure à celle du pronotum.

## Liste des espèces
Selon GBIF (31 juillet 2024) :
- Leptacris filiformis Walker, 1870 - Asie[3],[1]
- Leptacris javanica Willemse, 1955
- Leptacris kraussi (Bolivar, 1890) - Afrique[2]
- Leptacris liyang (Tsai, 1929) - Asie[1]
- Leptacris maxima (Karny, 1907)
- Leptacris monteiroi (Bolívar, 1890) - Afrique[2]
- Leptacris taeniata (Stål, 1873)

## Classification
Ce genre a été décrit en 1870 par l'entomologiste britannique Francis Walker (1809-1874) avec pour espèce type Leptacris filiformis par désignation subséquente,.
Leptacris a pour synonymes :
- Capellea Bolívar, 1902
- Ischinacrida Stål, 1873
- Ischnacrida Stål, 1873
- Pretoriana Uvarov, 1922
- Ramphacrida Karsch, 1893
- Rhamphacrida Karsch, 1893

### Publication originale
- (la + en) Francis Walker, Catalogue of the Specimens of Dermaptera Saltatoria in the Collection of the British Museum, vol. 4, Londres, Trustees of the British Museum, 1870, 204 p. (lire en ligne), p. 676.